# 2013年大西洋颶風季
2013年大西洋飓风季是继1994年以来第一个没有大型飓风形成的大西洋飓风季，也是继1968年以来首次没有任何风暴达到萨菲尔-辛普森飓风等级下的二级飓风强度。热带风暴安德烈亚是全季首场风暴，于6月5日形成，最后一个气旋则是场没有命名的亚热带风暴，于12月7日消散。全年只有飓风英格丽德和温贝托达到飓风强度，是继1982年以来最少的。
这年飓风季造成的影响很小，虽有15个热带气旋形成，但大部分不是强度很低，就是一直在海上活动。热带风暴安德烈亚是该飓风季唯一登陆美国的风暴，从佛罗里达州登上美国东岸，导致4人遇难。7月上旬，热带风暴尚塔尔从背风群岛经过，造成1人丧生，但总体破坏程度很轻。热带风暴多利安、埃琳以及飓风温贝托只给佛得角群岛带去了狂风天气。墨西哥是本季受灾最严重的国家，飓风英格丽德、第八号热带低气压、热带风暴巴里和热带风暴费尔南德均在该国登陆，其中仅英格丽德就造成至少23人死亡，经济损失达15亿美元。10月上旬，热带风暴凯伦在美国墨西哥湾沿岸地区中部产生降水和阵风。
所有的主流天气预报机构都预测这季的活跃程度会高于平均水平，之后又都在8月上旬将预测数值调低，但事实证明，即便是调整后的数据也仍然过高。这年大西洋热带天气活动程度低主要是因为冬季到春季温盐环流的大幅减弱，减弱程度出人意料。这导致大西洋上空春季天气模式的延长，加上强烈的垂直风切变、中层湿气，以及较为稳定的大气活动共同影响，导致热带气旋的发展受到压制。

## 季节预报
每年飓风季开始前及其期间，多个全国性气象服务组织、科研机构以及飓风专家都会发布飓风活动预测。这其中包括美国国家海洋和大气管理局和美国国家飓风中心、英國氣象局、热带风暴风险（Tropical Storm Risk，简称）以及科罗拉多州立大学威廉·M·格雷博士、菲利普·克罗兹巴赫（Philip J. Klotzbach）及其同僚。如果出现可能影响结果的显著因素，预报还会在数周到数月范围内做出多次调整，以求确定每年形成热带风暴、飓风和大型飓风的数量。根据美国国家海洋和大气管理局和美国国家飓风中心的记录，1981至2010年间，每个大西洋飓风季平均会形成12场热带风暴，其中6场会增强为飓风，3场达到大型飓风标准，气旋能量指数约为66到103之间。美国国家海洋和大气管理局通常会根据累积气旋能量指数来判断飓风季的活跃程度是高于、等于或低于平均水平，偶尔也会预报热带风暴、飓风和大型飓风的数量。

### 季前预报
多个机构认为，由于信风速度比平均程度慢、海面温度高于正常数值、风切变异常之少、并且在飓风季活动进入高峰时期前厄尔尼诺现象发展的可能性很小，本季的活跃程度将高于平均水平。2012年12月5日，伦敦大学学院一个由保险、风险管理和季节性气候专家组成的公共联盟组织“热带风暴风险”发布扩展范围预报。该组织在报告中预计2013年大西洋飓风季会形成15.4场（±4.3场）获得命名的风暴，其中7.7场（±2.9场）会达到飓风强度，3.4场（±1.6场）会达到大型飓风标准，累计气旋能量指数为134。虽然没有对全季登陆的风暴数量做出预测，但该组织在报告中认为，登陆风暴的累计气旋能量指数也将高于平均水平。4个月后的4月5日，热带风暴风险发布了更新的预报，仍然认为飓风季活动性会高于平均值，形成15.2场（±4.1）命名风暴，7.5场（±2.8）飓风和3.4场（±1.6）大型飓风，累计气旋能量指数131，登陆风暴气旋能量指数仍然高于正常水平。
4月8日，气象服务国际（Weather Services International，简称）发布针对飓风季的首份预报，预计会形成16场命名风暴，其中9场达到飓风强度，5场成为大型飓风。4月10日，科罗拉多州立大学发布针对本季的首份预报，认为飓风季可能会极其活跃，形成18场命名风暴，其中9场成为飓风，4场大型飓风，累计气旋能量指数达165。至少一场大型飓风袭击美国墨西哥湾沿岸地区和美国东岸的可能性都远高于平均值。5月15日，英国气象局预计这年6到11月间会形成14场获得命名的风暴，并且这个数字在10到18之间的可能性有70%；飓风数量也会有9场，这个数字在4到14间的几率同样是70%；累计气旋能量指数为130，有70%的可能性这个数字会在76到184之间。2013年5月23日，美国国家海洋和大气管理局发布首份季节展望，认为命名风暴数量在13到20之间的几率有70%，其中7到11场会成为飓风，3到6场会达到大型飓风标准，这些数值均高于每年形成12场命名风暴，6场飓风和3场大型飓风的平均值。5月30日，佛罗里达州立大学海洋大气预测研究中心（简称）发布针对本季的第一份、也是唯一一份预报。预计会形成12到17场命名风暴，其中5到10场会进一步增强成飓风，但没有预计大型飓风数量；此外，该机构还预计累计气旋能量指数为135。

### 季中展望
6月，科罗拉多州立大学和热带风暴风险再次发布预报，其内容与季前预报类似，认为大西洋海面温度高于平均值、同时缺少厄尔尼诺现象的影响，所以飓风季的活跃程度会高于平均水平。但到了7月和8月，两个机构都调低了预测数值，因为海面温度已经低于平均值，同时风切变也要高于平均值。美国国家海洋和大气管理局也在最后一份展望中降低了预测数值，但报告中仍然认为西非的天气会比正常情况下更潮湿，同时海面温度也将高于平均值。6月3日，科罗拉多州立大学发布首份季中预报，报告中认为季节活动性仍然远高于平均水平，命名风暴数仍有18场，飓风9场，大型飓风4场，累计气旋能量指数165，并且美国任何一段海岸线受至少一场大型飓风吹袭的可能性高达72%，至少一场大型飓风袭击美国东岸和美国墨西哥湾沿岸地区的可能性分别为48%和47%。次日，热带风暴风险又发布了针对2013年大西洋飓风季的第三份预报，认为命名风暴数为16，飓风数为8，大型飓风数为4，累计气旋能量指数134，这些数值比1950到2012年大西洋飓风季期间的平均值要高约30%；热带风暴风险还认为，登陆风暴的累计气旋能量指数高于平均水平的可能性有65%。一个月后，热带风暴风险将预测数值调低至15场命名风暴，7场飓风和3场大型飓风。8月2日，科罗拉多州立大学再次更新预报，小幅降低了风暴数量，但仍认为大型飓风登陆美国和加勒比地区的可能性高于平均水平。8月8日，美国国家海洋和大气管理局发布了针对本季的第二份、也是最后一份展望，预计会形成13到19场获得命名的风暴，其中6到9场会发展成飓风，3到5场达到大型飓风标准，这些数字与该机构5月的展望相比都有小幅调低。

### 季后回顾
2013年大西洋飓风季一共形成了14场热带风暴，其中只有2场成为飓风并且没有大型飓风，这些数字都远低于之前的预报。迈阿密大学的布莱恩·麦克诺尔迪（Brian McNoldy）指出，美国国家海洋和大气管理局不应该早早停止发布季节预报，原因包括飓风季的可变性，以及增补性气候数据对季节性预报的价值。麦尔诺尔迪还进一步指出，对飓风季的预报“促使我们更好地了解大气的工作原理”。11月29日，科罗拉多州立大学的菲利普·克罗兹巴赫博士表示，他和格雷博士“已经做了30年的这类预报，这可能是我们错得最离谱的一次”。他们的研究课题已经在6月失去了一家保险公司的赞助，这次飓风季的预测结果更让研究小组失去了更多的赞助。不过，格雷和克罗兹巴赫博士还是得以继续为2014年大西洋飓风季发布预报。

## 季节总结
2013年大西洋飓风季于2013年6月1日正式开始，共计形成了14个热带气旋和1个亚热带气旋。有14个气旋达到热带风暴标准，这一数值高于平均水平，但是全年却只形成两场飓风，是继1982年来最少的一次，2013年也因此刷新了只有两场飓风的大西洋飓风季中活跃程度的最高纪录。全季没有风暴达到大型飓风标准，这也是继1994年以来的第一次。这样，美国没有大型飓风登陆的年份延长到了8年，上一次登陆的大型飓风是2005年的飓风威尔玛。此外，本季甚至没有任何一场飓风超出一级飓风强度，这是继1968年来的第一次。飓风季期间，美国国家海洋和大气管理局和美国空军后备队一共在大西洋盆地上空执行了45次侦察任务，总计持续435小时，这也是继1966年以来飞行时数最少的一年，并且有可能比之前的年份还要少。全季共有1场飓风和3场热带风暴登陆，一共造成47人死亡，损失数额达15.1亿美元。热带风暴尚塔尔也造成了破坏和人员伤亡，但没有直接袭击陆地。12月7日，最后一场风暴消散，这时距飓风季正式结束的11月30日已经过了一星期。
2013年初，大西洋的温盐环流有大幅减弱，是继美国国家气象局下属的美国国家环境预测中心和美国科学基金会赞助的美国国家大气研究中心开始联合进行地球大气再分析以来减弱幅度最大的一次，这也是全年大西洋热带天气活动低迷的主要原因。造成这一减弱可能有多方面的原因，其中包括海水盐度降低、北大西洋深水形成量减少等。海洋和大气环流得以在亚热带大西洋增强，令寒冷的空气和海水得以向南平流，这导致北大西洋部分海域的海面温度显著降低，使大西洋上空延续春季的天气模式，还带有强烈的垂直风切变、中层湿气，以及较为稳定的大气活动。温盐环流的减弱还使下层信风略有增强，这又伴随着上层纬向风和垂直风切变的增长，以及热带辐合带的环境气压更高，下层大规模风场辐合和降水减少，并降低中层大气的潮湿程度。这多种因素共同影响，压制了全年热带天气活动的发展。
6月上旬，大西洋就开始有热带气旋形成，热带风暴安德烈亚于6月5日在墨西哥湾形成。12天后，热带风暴巴里在加勒比海西北部形成。7月形成了两场获得命名的风暴，分别是热带风暴尚塔尔和多利安。8月也形成了两场热带风暴，分别是埃琳和费尔南德。9月形成了四个热带气旋，其中三个强化为热带风暴，两个达到飓风强度。飓风温贝托于9月11日达到每小时150公里的最大持续风速，是全季最强的气旋，在萨菲尔-辛普森飓风等级中属一级飓风标准。另一场飓风英格丽德虽在强度上略有不及，但却是本季造成人员伤亡和破坏最惨重的风暴。10月，飓风季活跃程度开始回落，只发展出凯伦和洛伦佐两场热带风暴。接下来大西洋盆地沉寂了近一个月，直到11月18日热带风暴梅利莎在大西洋东部上空形成，是11月仅有的热带气旋。12月5日，亚速尔群岛以南洋面发展出一场亚热带风暴，蜿蜒行进两天后于12月7日退化成残留低气压区，这是本飓风季的最后一场风暴，但在操作上并没有获得命名。

### 气旋能量指数
由于飓风季的大部分热带气旋都是强度相对较弱的热带风暴，因此其活跃程度也就通过相对较低的累积气旋能量指数反映出来，只有36，远低于1981到2010年间的平均值92，是继1994年以来最低的一年。大致来说，气旋能量指数通过对飓风的强度和持续时间来计算，强度越高，持续时间越长的风暴，其指数也相应越高。只有在热带系统风速达到或超过每小时63公里（34节）或热带风暴强度时才会对这一指数进行计算，并纳入全面的气象公告中。此外，亚热带气旋和热带低气压的这一数据都不会计入累计数。通常情况下，美国国家飓风中心会在飓风季结束后重新检视数据，制作每场风暴的最终报告。这些修订有可能让气旋能量指数出现上升或下降。

## 系統

### 热带风暴安德烈亚
6月5日，墨西哥湾东部一片低气压区发展成热带风暴并获命名为“安德烈亚”（Andrea）。气旋起初朝东北偏北方向前进，之后转向东北，虽然受到强烈风切变和大量干燥空气的不利影响，但仍然得以强化，于6月6日达到风速每小时100公里强度，在热带风暴标准中已属较强水平。几小时后，安德烈亚略有减弱并从佛罗里达州泰勒县的斯坦哈奇（Steinhatchee）附近登陆。风暴在穿越佛罗里达州和乔治亚州期间逐渐失去热带天气系统特征，于6月7日在南卡罗莱纳州上空转变成温带气旋，其残留继续沿美国东岸移动，直至6月10日被缅因州近海的另一个温带天气系统吸收。
安德烈亚的前身天气系统在尤卡坦半岛产生了近300毫米降水。风暴在古巴引发洪灾，迫使上千人逃离家园，其中大部分生活在比那尔德里奥省的一条河流沿岸。气旋还在该国催生出5场龙卷风，其中一场对三户民房构成破坏。气旋给佛罗里达州部分地区带去暴雨，引发局部洪灾，还催生出10场龙卷风，其中造成破坏最严重的一场在棕榈滩县着陆，刮倒了一些树木，中断多条供电线缆，导致多套房屋的屋顶严重受损，还有一人受伤。南卡罗莱纳州有一位冲浪者失踪，据推定已经溺亡。安德烈亚的残留在北卡罗莱纳州催生出一场龙卷风，但造成的破坏很小。此外，美国东北部据报道也出现了洪灾。弗吉尼亚州和新泽西州因天气方面原因出现多起交通事故，造成3人死亡。风暴残留给加拿大大西洋省份带去阵风，导致新斯科舍和新不伦瑞克有数千人失去供电。

### 热带风暴巴里
6月8日，一股东风波离开西非海岸进入大西洋。系统向西移动，于6月16日在加勒比海西南部上空发展出一片低气压区。低气压接下来经过洪都拉斯，在当地产生暴雨，引发的洪灾令60套民宅受损，有300人受到影响。低气压之后再次进入加勒比海，于协调世界时6月17日在猴河镇（Monkey River Town）以东约95公里海域发展成热带低气压，再于约10小时后从比格克里克港（Big Creek）附近登陆。洪都拉斯在24小时内的降雨量达到约250毫米，多条河流因此泛滥；部分地区的涵洞被洪水冲毁，河流沿岸有至少54人只能迁居避难所。萨尔瓦多因洪灾和闪电各造成一人丧生。
气旋在陆地上行进期间风速逐渐降低，但环流却变得更加层次分明。6月19日清晨，低气压进入坎佩切湾，并因海面温度较高开始增强。中午12点左右，低气压升级成热带风暴并获命名为“巴里”（Barry）。约12小时后，气旋达到风力时速75公里，最低气压1003毫巴（百帕，29.6英寸汞柱）的最高强度。6月20日上午11点15分，巴里以同样强度从韦拉克鲁斯附近登陆，然后开始迅速减弱，于6月21日清晨退化成残留低气压。墨西哥尤卡坦州的阵风时速有77公里，加上暴雨共同影响，有许多树木倒塌，多条输电线缆中断。闪电击中发电站后引发火灾，导致超过2.6万居民家中停电。墨西哥共有4人溺毙。

### 热带风暴尚塔尔
7月4日，一股大规模东风波离开西非海岸进入大西洋。由于受副热带高压脊的影响，系统快速向西移动。散射仪的数据表明系统中有闭合环流形成，确认气旋于7月7日中午12点在巴巴多斯东南偏东方向约2010公里洋面发展成热带风暴并因此获名“尚塔尔”（Chantal）。风暴迅速向西北偏西方向前进，其移动速度之快创下卫星时代热带气旋在热带海域的新纪录。系统逐渐逼近小安的列斯群岛，其组织结构在这一过程中因风切变而变得混乱，但又在7月9日中午12点达到持续风速100公里的最高强度。此后不久，风暴穿越小安的列斯群岛，并在加勒比海继续弱化。到7月10日晚，尚塔尔已在伊斯帕尼奥拉岛以南海域消退成东风波。
风暴在小安的列斯群岛产生暴雨，多米尼加共和国出现多场泥石流，岛上纪录下的阵风时速达到77公里，刮掉了多套房屋的屋顶，还造成停电。马提尼克受到狂风摧残，法兰西堡的阵风时速达122公里。许多树木倒在公路和输电线缆上，导致约3.3万户家庭失去供电。小安的列斯群岛其他地区受到的破坏很小，并且没有报道出现人员丧生。波多黎各的持续风速一直低于热带风暴强度，但位于瓜亚马的一个气象站在7月9日晚记录下了时速82公里的阵风。大风扳倒了树木，导致电力线路中断，多条道路封闭。伊斯帕尼奥拉岛因暴雨引发洪灾，但由于气旋移动速度很快，因此受灾程度没有出现进一步加剧。多米尼加共和国有一位消防员在试图清理堵塞的风暴排水系统时被洪灾卷走而遇难。尚塔尔的残留湿气与佛罗里达州东北部上空的一片锋发生相互作用，产生了大范围的雷暴，局部地区出现暴雨和阵风。风暴一共造成了不到1000万美元的损失。

### 热带风暴多利安
7月22日清晨，一股东风波及其关联的低气压区离开非洲西海岸。根据卫星数据，东风波于7月23日下午18点在佛得角群岛以南约280公里洋面升级成热带低气压，并于次日早上6点进一步强化成热带风暴并获命名为“多利安”（Dorian）。气旋迅速向西北偏西方向移动，行经海域水温较高，风切变也很少，并因此于7月25日达到最大持续风速每小时95公里的最高强度。但由于接下来有干燥的中层空气侵入，并且海面温度也出现下降，风暴开始减弱。
7月27日晚，系统中已经没有闭合下层环流存在，多利安进一步退化成开放式的低压槽。残留继续向西北偏西方向移动，到8月1日时又因到达一个高压脊的西部延长段而转向北上。虽然仍然存在不利于发展的风切变，佛罗里达州东岸近海还是有一片广阔的低气压区形成，并且结构还在持续改善。8月2日下午18点，对流已经充分组织起来，系统重新发展成热带低气压。但是，强烈的北向风切变致使低气压在约24小时后就在南卡罗莱纳州查尔斯顿东南方向退化成残留低气压。8月4日，残留低气压被北卡罗莱纳州近海的一个低压槽吸收。

### 热带风暴埃琳
8月15日，一股东风波伴随着一片畸形表面低气压中心离开西非海岸，其中还伴有范围广阔但杂乱无章的降水和雷暴。东风波沿其北面一个高压脊的南部边缘移动，并在这一期间快速组织，其环流也变得更层次分明，到8月15日清晨已获归类成热带低气压。低气压位于佛得角培亚以南约110公里海域，群岛最南面的多个岛屿因此收到了热带风暴警告。中心上空有深层对流继续发展，低气压在形成6小时后就增强成热带风暴并获命名为“埃琳”（Erin）。但是，干燥空气迅速夹带到环流之中，对流也相应减弱。
美国国家飓风中心在实际操作中曾于8月16日将埃琳短暂降级为热带低气压，但在风暴过后重新分析表明气旋当天保持在热带风暴强度。8月17日清晨，“英国小天鹅号”（British Cygnet）轮船测得每小时71公里的风速，估计系统这时达到了持续风速每小时75公里、最低气压1006毫巴（百帕，29.71英寸汞柱）的最高强度。风暴这时因经过高压脊的薄弱环节而临时向西北转向。8月17日晚，逐渐增多的风切变令艾琳明显弱化，对流也与中心分离。次日，气旋在小安的列斯群岛和西非海岸之间的中途海域退化成残留低气压。系统残留继续沿下层信风西进，于8月20日清晨转变成开放式的低压槽，並在数天后消散。

### 热带风暴费尔南德
8月10日和13日各有一股东风波离开西非海岸进入大西洋，其中后一股将催生出热带风暴埃琳。两股东风波向西行进，均进入小安的列斯群岛以东的一片扰动天气区域，系统在穿越加勒比海期间没有得到进一步发展，于8月25日进入坎佩切湾。当天中午12点左右，韦拉克鲁斯州夸察夸尔科斯东北偏北方向约64公里海域形成了热带低气压。6小时后，低气压增强成热带风暴并获命名为“费尔南德”（Fernand）。8月26日凌晨，气旋达到持续风速每小时95公里的最高强度，于凌晨4点45分以此强度在韦拉克鲁斯州东部沿海登陆。8月26日晚，费尔南德减弱为热带低气压，并在数小时后消散。
8月25日，墨西哥从韦拉克鲁斯向北到坦皮科之间的墨西哥湾沿岸地区都收到了热带风暴警告。8月26日清晨，韦拉克鲁斯州瑙特拉（Nautla）以北的警告予以取消，并且所有地区的警告都在费尔南德减弱为热带低气压后中止。墨西哥海军为韦拉克鲁斯州提供协助，帮助居民快速有效地从家园撤离。全州所有的教育机构在风暴经过期间全部停课。韦拉克鲁斯州是墨西哥受灾最重的州，有13人因山崩遇难，其中耶库阿特拉镇（Yecuatla）9人，图斯潘3人，阿兹特兰（Atzalán）1人。暴雨导致韦拉克鲁斯市多条道路被淹，倒塌的树木还导致停电。博卡德尔里奥有居民被洪水困在购物商场。韦拉克鲁斯州有19个市受到破坏，其中大部分位于该州北部和中部。风暴令457套民居受损，4条河流泛滥。瓦哈卡州有一名男子被暴涨的河水卷走而遇难。风暴过后，韦拉克鲁斯州州长哈维尔·杜阿尔特（Javier Duarte）宣布92个市进入紧急状态，让遭受损失的农民可以获得援助。

### 热带风暴加布里埃尔
8月下旬，一股东风波伴随着广阔的低气压区离开西非海岸，并在到达波多黎各以南时与另一股东风波合并，令系统中的深层对流得以强化。9月4日晚，波多黎各东南偏南方向约185公里海域发展出热带低气压。美国国家飓风中心在操作上于9月5日清晨把低气压升级成热带风暴并以“加布里埃尔”（Gabrielle）为其命名。但之后的重新分析表明，气旋在加勒比海期间一直没有达到热带风暴标准。低气压向西北偏西方向移动，于9月5日晚在伊斯帕尼奥拉岛最东端附近失去闭合环流。这股扰动天气在48小时里给波多黎各部分地区带去了150到200毫米降水。波多黎各184号高速公路上的一座小桥因泥石流而出现部分脱离。圣克洛伊岛出现轻度街道洪灾，还有一些树木倒塌。
美国国家飓风中心继续监控系统残留。到了9月9日，风切变开始减少，系统于9月10日清晨重新发展成热带低气压。6小时后，低气压向北移动并增强成热带风暴，于9月10日中午12点达到最大持续风速每小时100公里，最低气压1003毫巴（百帕，29.6英寸汞柱）的最高强度。风暴于9月11日清晨在百慕大哈密尔顿以东约40公里洋面掠过，岛上有许多树枝被大风刮断，还造成基础设施轻度受损，导致小范围停电。9月12日，加布里埃尔的强度出现波动，最终在百慕大和鳕鱼角之间的中途海域因风切变而消亡。

### 第八号热带低气压
8月23日，一股东风波离开西非海岸向西行进，进入加勒比海中部后，东风波的结构变得越来越混乱。9月1日，系统中的对流有所增长，东风波于次日进入加勒比海西部。到达坎佩切湾后，系统于9月5日发展出关联的广阔低气压区。9月6日中午12点，深层对流已有所增加，系统在坦皮科东北偏东方向约50公里海域发展成热带低气压。气旋接下来因受反气旋的影响向西南偏西方向移动。
9月6日下午18点，低气压在坦皮科附近登陆。到达陆地上空后，系统迅速消亡，到9月7日早上6点时已降解成残留低气压，最终在6小时后消散。塔毛利帕斯州和韋拉克魯斯州普降暴雨并在多地引发洪灾，这些地区刚刚在两周前遭受到热带风暴费尔南多的摧残。受灾最严重的韋拉克魯斯有数以百计的民房被淹。墨西哥城的降雨量创下新纪录，每小时高达84毫米，引发严重洪灾。大量街道被淹，交通因此陷入瘫痪，促使救灾部门展开水上救援。估计有两万套民居受到洪水破坏，官员在该地区开设了四个避难所。

### 飓风温贝托
9月7日，一股东风波离开非洲西海岸，于次日催生出一片低气压区。9月8日下午18点，塞内加尔達喀爾西南偏西方向约360公里洋面发展出热带低气压。低气压稳步西进，于9月9日清晨强化成热带风暴并获名“温贝托”（Humberto）。虽然受到中等强度风切变的不利影响，气旋仍因空气潮湿且海面温度较高而在途经佛得角以南海域期间继续强化。风暴给佛得角带去狂风，群岛西南部多个岛屿的阵风时速超过55公里，刮倒了许多树木。许多地区因暴雨引发洪灾，冲毁多条道路的同时也令许多民房受损。海上的“鹿特丹号”（Rotterdam）货轮及其6名船员在遇上3到5米大浪后失踪。该船最终到达了圣多美和普林西比，但该国港口机构和海岸警备队没有允许船只进入。9月10日晚，风暴因受到中大西洋一片逐渐发展的中层低压槽影响而转向西北，并在这一过程中停止增强。
9月11日中午12点，温贝托在转向北上的过程中成为本季首场飓风，并在约6小时后达到风力时速150公里的最高强度。到了9月12日，由于风切变增多、海面温度下降、以及大气趋于稳定的共同影响，飓风开始减弱。次日中午12点左右，气旋强度降至热带风暴标准，并在亚速尔表面高压以南的下层气流影响下转向西北偏西。9月14日清晨，风暴退化成残留低气压，但当天晚些时候又开始有深层对流重新发展出来。9月15日凌晨0点，低气压在亚速尔群岛蓬塔德尔加达西南方向约1760公里海域重新增强成热带风暴。一个逐渐逼近的中到上层气旋开始与温贝托结合，风暴因此于9月16日晚到9月17日清晨开始降低移动速度。温贝托的下层环流在另一气旋正下方垂直堆叠，系统于9月17日转变成亚热带风暴。次日清晨，温贝托在蓬塔德尔加达以南约1800公里海域弱化成亚热带低气压。亚热带低气压继续向西北偏北方向进行，最终退化成低压槽后不久被冷锋吸收。

### 飓风英格丽德
9月12日清晨，一股东风波在坎佩切湾催生出低气压区。几小时后，韦拉克鲁斯市东南偏东方向约280公里洋面发展出热带低气压。系统起初因弱转向气流影响移动缓慢，于9月13日中午升级成热带风暴并获命名为“英格丽德”（Ingrid）。风暴起初向西逼近韦拉克鲁斯，之后转向东北远离海岸。由于外界环境有利，气旋于9月14日成为本季第二场、也是最后一场飓风，并在次日达到风力时速140公里的最高强度。随后，加剧的风切变侵蚀了英格丽德的对流。由于所处位置正好在墨西哥东部上空的低压槽和美国东南部上空的高压脊之间，飓风大幅向西北转向，之后又转向西。9月16日，风暴以强烈热带风暴强度从墨西哥东北部的塔毛利帕斯州拉佩斯卡（La Pesca）以南不远处登陆。9月17日清晨，气旋减弱成热带低气压，并在之后不久退化成低气压区。
墨西哥太平洋海岸在英格丽德来袭前不久刚刚受到2013年太平洋飓风季的飓风曼努埃尔吹袭，这是该国自1958年以来首次在24小时内出现两次热带气旋登陆。两场飓风一共影响了该国三分之二的地区，夺走192人的生命，损失高达750亿墨西哥比索（相当于2013年的57亿美元）。虽然这其中曼努埃尔占了大头，但英格丽德仍然直接造成至少23人死亡，经济损失200亿墨西哥比索（相当于2013年的15亿美元）。两场风暴总计降下的雨水高达1600亿立方米，相当于墨西哥所有水库的容积总和。英格丽德在韦拉克鲁斯州图斯潘的降雨量最高，达511毫米。降雨导致大范围洪灾，至少1.4万套房屋、数以百计的道路和桥梁因此受损。风暴登陆的塔毛利帕斯州因降水导致农作物受损、多条河流泛滥。风暴的影响蔓延到了德克萨斯州南部，产生高涨的海潮，并在部分地点引发洪灾。受到英格丽德的肆虐后，墨西哥政府宣布多个市进入紧急状态。救灾部门向受灾最严重的地区发放食物和其它物资，但塔毛利帕斯州居民仍然不得不依赖当地海湾卡特尔的援助。

### 热带风暴杰里
9月24日，一股东风波离开非洲西海岸，并因受到中到上层低气压区的影响而出现分裂，其中偏南面的部分于10月12日在东太平洋催生出热带风暴奥克塔夫；而偏北的部分则正如散射计所测数据表明的那样向西北偏北方向移动，于9月28日清晨转变成低气压区。对流的结构逐渐改善，9月29日清晨，背风群岛东北偏东方向约1460公里洋面发展出热带低气压。低气压向东北方向移动，起初因存在干燥的中层空气而难以增强。
9月30日清晨，低气压在转向东进的过程中强化成热带风暴并获名“杰里”（Jerry），并在不久后发展出旺盛的深层对流，促使风暴进一步增强。10月1日凌晨0点，气旋达到持续风速每小时85公里，最低气压1005毫巴（百帕，29.7英寸汞柱）的最高强度。不过，杰里很快就遭强烈的风切变削弱。10月1日晚，一个阻断式的高压脊令风暴短暂停止向东北方向移动，但气旋次日就得以继续向该方向前进。10月3日晚，风暴失去了所有深层对流，在中部亚速尔群岛的西南方向约1240公里洋面转变成温带气旋。系统残留持续了数天后，于10月6日被更大规模的温带低气压吸收。

### 热带风暴凯伦
9月16日，一股东风波离开非洲西海岸进入大西洋。起初系统没有得到显著发展，于9月27日到达西加勒比海。这时东风波接触到上层低压槽，开始发展出深层对流。9月28日，牙买加东南方向海域形成广阔的低气压区。根据地面观测数据，估计系统于10月3日清晨在尤卡坦半岛最西北端附近升级成了热带风暴并获命名为“凯伦”（Karen）。虽然云层模式不断恶化，但凯伦还是在当天晚些时候增强并达到风力时速100公里的最高强度。10月4日清晨，风切变和干燥空气导致风暴开始减弱。这一天里深层对流只有过零星爆发。气旋围绕一个下到中层高压脊向西北方向移动，期间速度不断变化。10月6日清晨，凯伦弱化成热带低气压，并在数小时后在路易斯安那州近海分解成开放式低压槽。
风暴对美国墨西哥湾沿岸地区构成威胁，美国国家飓风中心在凯伦逼近期间发布了多份热带气旋警告。同时，阿拉巴马州、路易斯安那州、密西西比州和佛罗里达州部分地区进入紧急状态。路易斯安那州格兰德艾尔市长于10月4日下令将岛上疏散，拉福什堂区和普拉克明堂区的居民也获令撤离。联邦紧急事务管理局和美国内政部安排因政府关闭而下岗的职工继续上班，对州和地方机构提供协助。路易斯安那州州长鲍比·金达尔授权调动该州国民警卫队进入待命状态。
路易斯安那州沿岸出现异常之高的海潮。格兰德艾尔有许多焦油球被冲上岸，这些焦油球是2010年墨西哥湾漏油事故的产物。风暴在德克萨斯州布拉佐里亞縣引发轻度沿海洪灾。凯伦的残留水分被一个锋面系统吸收，产生的降水还在特拉华州、乔治亚州、新泽西州和宾夕法尼亚州引发轻度洪灾。

### 热带风暴洛伦佐
10月11日，一股东风波离开非洲西海岸。4天后，一个中到上层槽令东风波北部的对流出现增长。东风波南部继续西进，北部则缓慢向西北偏西方向移动并发展成表面槽，系统之后转变成广阔的表面低气压。虽然受到西南向风切变的不利影响，系统中的深层对流还是在10月20日晚开始增加。结构得到改善后，低气压于10月21日早上6点在百慕大东南偏东方向约1160公里海域发展成热带低气压，并在6小时后增强为热带风暴并获名“洛伦佐”（Lorenzo）。
10月21日，气旋围绕一个中层高压脊的西北边缘向西北偏北方向移动。10月22日中午12点，洛伦佐已经进一步增强，达到风力时速85公里，最低气压1000毫巴（百帕，30英寸汞柱）的最高强度。这时的卫星图像表示风暴中的带状特征有所增加，并且还发展出了眼状特征。气旋接下来因弱西向下到中层气流的影响转朝东面移动。10月23日，强烈的风切变开始对洛伦佐构成不利影响，导致环流从深层对流中暴露出来。次日凌晨0点，风暴弱化成热带低气压，并在12小时后退化成残留低气压。低气压持续数天后，于10月26日降解成低压槽。洛伦佐的残留给圣犹大风暴注入了能量，后者于10月27日到28日以飓风强度风力袭击了北欧地区。

### 热带风暴梅利莎
11月17日清晨，大西洋中部上空有一个温带低气压沿滞留锋发展出来。系统向北移动，进入一片上层低气压所处海域。锋消散后，低气压中心开始有深层对流发展出来。11月18日中午12点，百慕大东南偏东方向约1160公里洋面发展出亚热带风暴梅利莎。气旋总体保持北上趋势，并在11月19日有小幅强化，但当晚就因对流消减而弱化。11月20日清晨，对流再度增长，风暴发展出暖芯并因此成为热带风暴。
11月20日成为热带气旋后，梅利莎加速向东北方向前进并缓慢增强，于当晚达到持续风速每小时100公里、最低气压980毫巴（百帕，29英寸汞柱）的最高强度。由于前进的海域水温降低，气旋失去了所有的深层对流，于凌晨0点在弗洛雷斯岛东北偏北方向约230公里洋面转变成温带气旋，其残留最终在数小时后与另一天气系统融合而消散。

### 无名亚热带风暴
12月上旬，东北太平洋上空存在高压脊，其南部有一个基本保持静止的上层低压槽。12月3日晚，亚速尔群岛以南约668公里海域形成了一场温带风暴，并在北面高压脊的影响以环状路径移动。西面的上层低气压给系统提供了能量，风暴产生大范围的烈风强度风场。12月4日清晨，风速开始下滑。由于风切变少、海面温度高（22°C，系统中心附近发展出对流区。12月4日下午18点左右，美国国家飓风中心在热带天气展望中指出，气旋在进入不利于发展的海域前有可能得到进一步发展。
12月5日清晨，对流的组织结构得到改善，关联的锋状特征消散，中心已经拥有暖芯，并且与一片上层低气压位于同一海域。估计系统这时已经转变成亚热带风暴，风速达到每小时85公里。不过美国国家飓风中心在当时的实际操作将其作为不含热带天气系统特征的低气压处理。成为亚热带风暴后，气旋因上层天气系统影响转向北上。风场逐渐缩小，对流则组织成薄弱的雨带。与上层低气压分离后，风暴开始向热带系统靠拢，但这一转变过程始终没有完成。12月6日，气旋因上层气流增长而转向东面移动，并且风切变也出现增多。环流和雷暴活动的距离逐渐拉开，之后很快就完全消散。回转北上后，风暴由于水温降低而进一步减弱，于12月7日退化成残留低气压。亚速尔群岛的圣玛丽亚岛的持续风速为每小时59公里，阵风时速87公里。12月7日，系统在亚速尔群岛以南约180公里洋面降解成残留低压槽。

## 风暴名称
以下列表中显示了2013年用来给北大西洋热带气旋命名的名称。所有没有退役的名称将在2019年再度使用。这份名单与2007年大西洋颶風季基本相同，仅有多利安、费尔南德和内斯特（Nestor）例外，分别用于取代迪安、费利克斯（Felix）和诺埃尔（Noel）。列表中没有命名的名称将以灰色显示。
|  | - Nestor（未用） | - Olga（未用） - Pablo（未用） - Rebekah（未用） - Sebastien（未用） - Tanya（未用） - Van（未用） - Wendy（未用） |

### 退役
2014年4月10日，世界气象组织决定将造成重大人员伤亡和财产损失的飓风英格丽德名称退役，2019年大西洋飓风季时，这一名称将以“伊梅尔达”（Imelda）取代。

## 季节影响
以下表格中列出了2013年大西洋飓风季形成的所有风暴，其中包括其存在周期、名称、影响区域、损失数额和死亡人数。死亡人数栏内括弧中的数字表示间接导致的死亡人数，例如因风暴导致的交通事故丧生就属于间接死亡。所有损失和死亡人数包括风暴处于温带气旋、低气压或是东风波时期，损失数额单位为2013年美元。
| 萨菲尔-辛普森飓风风力等级 |    |    |    |    |    |    |
| TD                        | TS | C1 | C2 | C3 | C4 | C5 |

| 安德烈亚   | 6月5至7日        | 热带风暴   | 65（100） | 992  | 尤卡坦半岛、古巴、美国东部、加拿大大西洋省份                       | 0.086  | 4  |  |
| 巴里       | 6月17至20日      | 热带风暴   | 45（75）  | 1003 | 中美洲（伯利兹）、墨西哥（韦拉克鲁斯州）                           | 很小   | 5  |  |
| 尚塔尔     | 7月7至10日       | 热带风暴   | 65（100） | 1003 | 小安的列斯群岛、波多黎各、伊斯帕尼奥拉岛                           | 10     | 1  |  |
| 多利安     | 7月23日至8月3日  | 热带风暴   | 60（95）  | 1002 | 巴哈马、佛罗里达州                                                 | 无     | 无 |  |
| 埃琳       | 8月15至18日      | 热带风暴   | 45（75）  | 1006 | 佛得角                                                             | 无     | 无 |  |
| 费尔南德   | 8月25至26日      | 热带风暴   | 60（95）  | 1001 | 墨西哥（韦拉克鲁斯州）                                             | 数百万 | 14 |  |
| 加布里埃尔 | 9月4至13日       | 热带风暴   | 65（100） | 1003 | 小安的列斯群岛、波多黎各、伊斯帕尼奥拉岛、百慕大、加拿大大西洋省份 | 无     | 无 |  |
| 八         | 9月6至7日        | 热带低气压 | 35（55）  | 1008 | 墨西哥（塔毛利帕斯州）                                             | 无     | 无 |  |
| 温贝托     | 9月8至19日       | 一级飓风   | 90（150） | 979  | 佛得角                                                             | 很小   | 无 |  |
| 英格丽德   | 9月12至17日      | 一级飓风   | 85（140） | 983  | 墨西哥（塔毛利帕斯州）、德克萨斯州                                 | 1500   | 23 |  |
| 杰里       | 9月29日至10月3日 | 热带风暴   | 50（85）  | 1005 | 亚速尔群岛                                                         | 无     | 无 |  |
| 凯伦       | 10月3至6日       | 热带风暴   | 65（100） | 998  | 尤卡坦半岛、美国墨西哥湾沿岸地区                                   | 很小   | 无 |  |
| 洛伦佐     | 10月21至24日     | 热带风暴   | 50（85）  | 1000 | 无                                                                 | 无     | 无 |  |
| 梅利莎     | 11月18至21日     | 热带风暴   | 65（100） | 980  | 亚速尔群岛                                                         | 无     | 无 |  |
| 无名       | 12月5至7日       | 亚热带风暴 | 50（85）  | 997  | 亚速尔群岛                                                         | 无     | 无 |  |
| 季节总结   |                  |            |           |      |                                                                    |        |    |  |
| 15个气旋   | 6月5日至12月7日  |            | 90（150） | 979  |                                                                    | 1510   | 47 |  |

## 解释说明
1. ↑  大型飓风指最大持续风速达到每小时至少179公里的热带气旋，在萨菲尔-辛普森飓风等级中可以达到三级或以上[1]。
2. ↑  根据美国国家海洋和大气管理局的定义，一个大西洋飓风季平均会形成12场热带风暴，其中6个会成为飓风，两场会达到大型飓风强度[2]。
3. ↑  东风波指的是沿信风移动的低压槽[36]。